# Tennessee Waltz
"Tennessee Waltz" är en sång, som tillhör såväl countrygenren som popgenren, skriven av Redd Stewart och Pee Wee King 1946. Låten spelades in i december 1947 av Pee Wee King & His Golden West Cowboys och släpptes på skiva i januari 1948; två månader senare gavs den ut av Cowboy Copas. Låten blev omåttligt populär med Patti Page och med Les Paul och Mary Ford 1950.
Patti Pages inspelning gjordes för skivbolaget Mercury Records och dök upp på Billboardlistan den 10 november 1950, där den låg i 30 veckor och bäst nådde #1. Den nådde #2 på Billboards countrylista. Sången blev Patti Pages största hitlåt och fick flera priser.
Andra inspelningar har gjorts av Guy Lombardo and his Royal Canadians" (för skivbolaget Decca, 1950) och av Jo Stafford (för skivbolaget Columbia, 1961).
Margaret Whiting spelade in låten på sitt album Margaret 1958.
Alma Cogan fick 1964 stor framgång i Skandinavien med sin inspelning av låten, främst i Sverige där den låg etta på Kvällstoppen fem veckor, men även Danmark och Finland. Inspelningen gjorde dock inget väsen av sig i hennes hemland Storbritannien. Andra som spelat in sången är Anne Murray och Eva Cassidy. Sångens popularitet gjorde den 1965 till Tennessees fjärde officiella delstatssång. 1974 var den bäst säljande sång någonsin i Japan.
Wizex gjorde en version på albumet Miss Decibel 1978., medan Lotta Engberg spelade in en cover på låten på albumet Vilken härlig dag från år 2000. Denna version finns även med på hennes samlingsalbum Världens bästa lotta från 2006.
En nylansering gjordes av Leonard Cohen på hans album "Dear Heather" från 2004, med en ny andra vers.

## Listplaceringar, Alma Cogan
| Lista (1964) | Position         |
| ------------ | ---------------- |
| Danmark      | 14 (DR "Top 20") |
| Finland      | 32               |
| Sverige      | 1 (Kvällstoppen) |
| Sverige      | 1 (Tio i topp)   |

### Fotnoter
1. ↑  It was adopted by Senate Joint Resolution 9 of the 84th General Assembly.
2. ↑  Williams, Bill "Country Cross-Over to Pop Grows" Billboard 28 December 1974, Section 2, pp. 4, 46, page 46
3. ↑  ”Svensk mediedatabas”. http://smdb.kb.se/catalog/id/001886660. Läst 10 juni 2011.
4. ↑  ”Svensk mediedatabas”. http://smdb.kb.se/catalog/id/001544567. Läst 10 juni 2011.
5. ↑  ”Listplacering”. Arkiverad från originalet den 15 mars 2016. https://web.archive.org/web/20160315063434/http://danskehitlister.dk/?hitlist_id=12&y=1964&hitlist_item_id=1054. Läst 11 januari 2022.
6. ↑  ”Listplacering”. http://suomenlistalevyt.blogspot.com/2015/08/cob-cos.html. Läst 11 januari 2022.
7. ↑  Hallberg, Eric (1993). Kvällstoppen i P3 (1:a uppl.). ISBN 91-630-2140-4
8. ↑  Hallberg, Eric (1998). Tio i topp - med de utslagna på försök 1961-74 (1:a uppl.). ISBN 91-972712-5-X